# Cantó de Rennes-Centre
El cantó de Rennes-Centre (bretó Kanton Roazhon-Kreiz) és una divisió administrativa francesa situat al departament d'Ille i Vilaine a la regió de Bretanya.

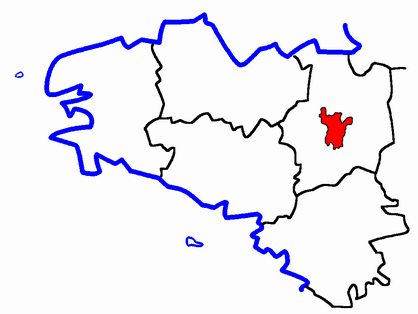
Situació del cantó

## Composició
El cantó aplega la comuna de Rennes, fraccions de Colombier, Liberté i Thabor. Està limitat pel boulevard Sévigné al nord, el boulevard Duchesse-Anne a l'est, les línies de ferrocarril al sud, l'eix rue d'Antrain/Le Bastard d'una part i el boulevard de la Tour-d'Auvergne de l'altra.

## Història
| Data d'elecció                           | Identitat          | Partit | Qualitat |
| ---------------------------------------- | ------------------ | ------ | -------- |
| 2004-                                    | Didier Le Bougeant | PS     |          |
| les dades anteriors no són pas conegudes |                    |        |          |
|                                          |                    |        |          |